# Tamo daleko
Tamo daleko (v češtině doslova Tam daleko, v srbské cyrilici Тамо далеко) je srbská píseň z první světové války. Popisuje stažení srbských vojáků ze země po Ofenzivě na řece Moravě a jejich strastiplný pochod přes Černou Horu a Albánii. Jejím autorem je Đorđe Marinković. Byla složena během pobytu srbských vojáků na ostrově Korfu a sborově zpívána během bojů na Soluňské frontě.
Píseň je také neformální hymnou srbské armády, neboť pojednává o srbském vojáku, který odchází z rodné vesnice, aby bojoval za svojí zemi. Populární byla během existence Království Jugoslávie.[zdroj?] Nikola Tesla byl pohřben za zvuků této písně.
Jako národní symbol ryze Srbů však byla po druhé světové válce postupně odstraňována z veřejného života. Mezi srbskou diasporou nicméně její popularita rostla přímo úměrně tomu, nakolik jugoslávští komunisté bojovali proti jejímu šíření. V závěru 80. let 20. století byla tato tradiční a pozapomenutá píseň v Jugoslávii znovu oživena návratem kultu obětí první světové války a nárůstem srbského nacionalismu. 

## Text
Tamo daleko, daleko od mora,

Tamo je selo moje, tamo je Srbija.

Tamo je selo moje, tamo je Srbija.
Tamo daleko, gde cveta limun žut,

Tamo je srpskoj vojsci jedini bio put.

Tamo je srpskoj vojsci jedini bio put.
Tamo daleko gde cveta beli krin,

Tamo su živote dali zajedno otac i sin.

Tamo su živote dali zajedno otac i sin.
Tamo gde tiha putuje Morava,

Tamo mi ikona osta, i moja krsna slava.

Tamo mi ikona osta, i moja krsna slava.
Tamo gde Timok, pozdravlja Veljkov grad,

Tamo mi spališe crkvu, u kojoj venčah se mlad.

Tamo mi spališe crkvu, u kojoj venčah se mlad.
Bez otadžbine, na Krfu živeh ja,

ali sam ponosno klic'o, živela Srbija!

ali sam ponosno klic'o, živela Srbija!